# Rich Minion
«Rich Minion» (с англ. — «Богатый миньон») — песня американского рэпера Yeat, выпущенная в качестве сингла 28 июня 2022 года лейблами Back Lot Music, Field Trip Recordings, Listen To The Kids, Geffen Records и Interscope Records. Песня звучит в трейлере мультфильма 2022 года «Миньоны: Грювитация», созданном компанией Lyrical Lemonade, но была выпущена как отдельный сингл и не была включена в альбом саундтреков. В сопровождении кадров из фильма Yeat в комедийном тоне поёт о том, что происходит в фильме. В припеве он упоминает, какую сумму денег он получил для написания и записи песни для фильма: «I made a song for the Minions / How much they pay me? A million» (с англ. — «Я написал песню миньонам / Сколько мне заплатили? Миллион»). Рэпер также вставил в песню повторяющуюся фразу миньонов из фильма: «Ha (Huh?), hey Mel, la bastichi/ La papaya, du la potato (Yeah, la potato, oh, yeah)».

## Тренд и влияние
Песня стала символом всемирного тренда под названием «Gentleminions» (с англ. — «Джентльминьоны»), согласно которому группы молодых людей отправлялись на просмотр фильма в деловых костюмах. По словам владельцев некоторых кинотеатров, им приходилось отказывать в посещении сеансов людям в деловых костюмах в связи с тем, что некоторые последователи тренда мусорили в кинотеатрах.

## Чарты
| Чарт (2022)                    | Высшая позиция |
| ------------------------------ | -------------- |
| Canada (Canadian Hot 100)      | 94             |
| New Zealand Hot Singles (RMNZ) | 30             |
| US Billboard Hot 100           | 99             |